# Jas ja imam silata
Jas ja imam silata är en låt framförd av Gjoko Taneski. Den är skriven av Kristijan Gabrovski.
Låten var Makedoniens bidrag i Eurovision Song Contest 2010 i Oslo i Norge. I semifinalen den 25 maj slutade den på femtonde plats med 37 poäng vilket inte var tillräckligt för att gå vidare till finalen.